# Sherco
Sherco és una empresa catalano-occitana fabricant de motocicletes, especialitzada en motos de fora d'asfalt. La seva raó social és Sherco Moto S.A.R.L.
L'empresa va ser fundada el 1998 per Marc Teissier, uns anys després d'haver participat també en la fundació de Scorpa, i actualment té dues plantes de producció: a Caldes de Montbui (Vallès Oriental), s'hi fabriquen les motos de trial, i a Nimes (Llenguadoc), s'hi fabriquen les d'enduro i la resta de models (ciclomotors i algun de Supermoto).

## Història

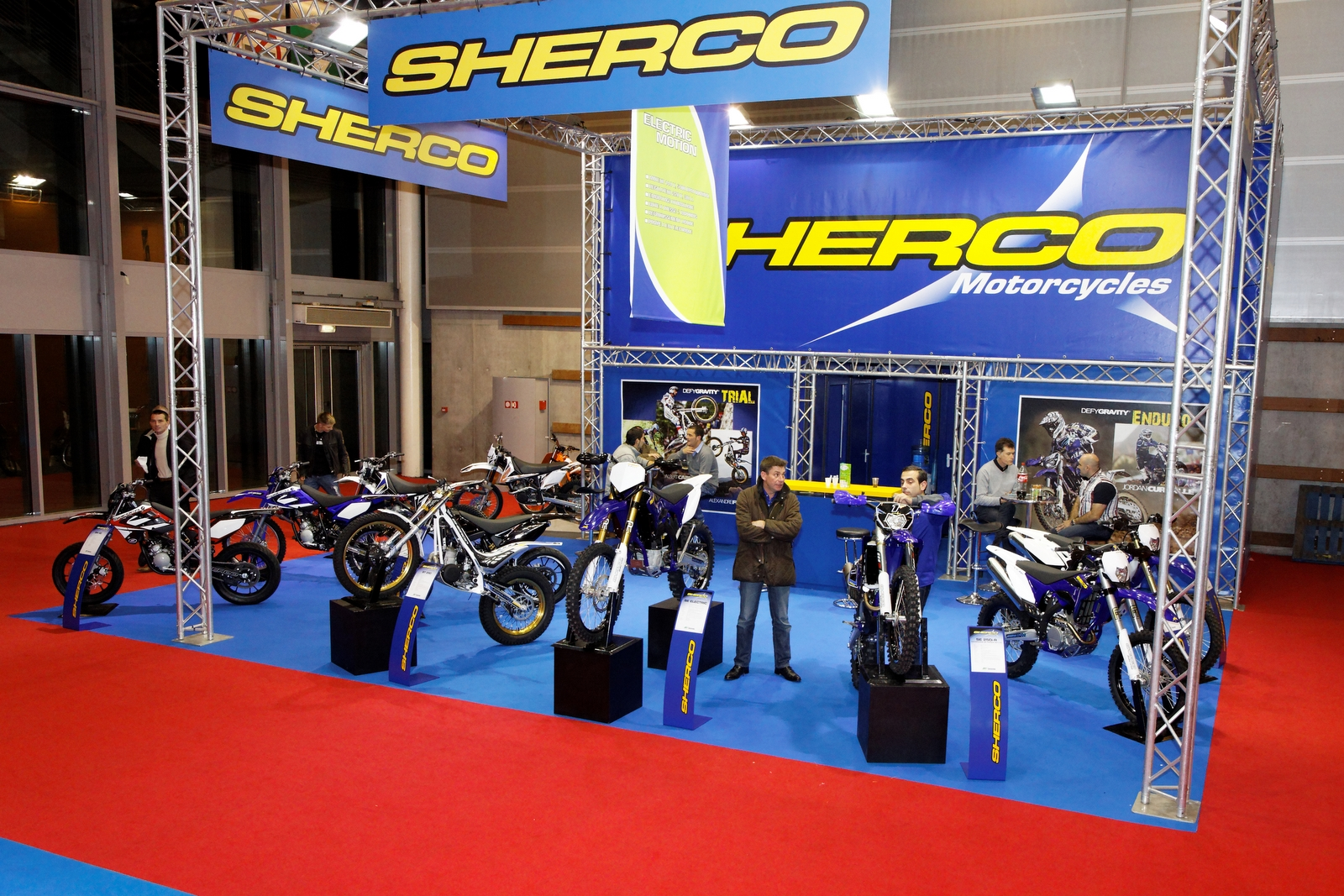
Stand de Sherco al Saló de París del 2011

L'any 1998 Marc Teissier va adquirir els drets comercials de la marca Bultaco, empresa catalana que havia tancat a mitjan anys 80, amb la idea d'aprofitar-los per al llançament de la moto de trial de la seva nova empresa. Un cop creat el primer model, obra del tècnic nord-català Jacques Coll, les motos es van començar a fabricar a Caldes de Montbui amb la col·laboració d'Andreu Codina (qui passà a ser un dels directius de l'empresa) i van sortir al mecat amb el nom de Bultaco Sherco, ja que el nom comercial Sherpa estava registrat internacionalment per Bridgestone. L'any 2000, però, el nom de les motos es va convertir en Sherco by Bultaco i el 2001 el nom Bultaco va ser-ne eliminat per complet.
El 2002, per tal d'afrontar el seu creixement, Sherco absorbí la marca francesa HRD i adquirí una planta a Nimes de 3.500 metres quadrats,
la qual es destinà a la producció dels models d'enduro i ciclomotors, esdevenint seu oficial de l'empresa.

### Evolució de les vendes
Sherco va facturar al voltant d'11,3 milions d'euros el 2011, un 37% més respecte a l'any anterior i, des de començaments del 2012 ha experimentat un creixement del 22%. L'empresa, que dona feina a seixanta persones entre Catalunya i Occitània, produeix unes 7.000 unitats anuals que ven a més de 55 països dels cinc continents.

## Sherco a Catalunya

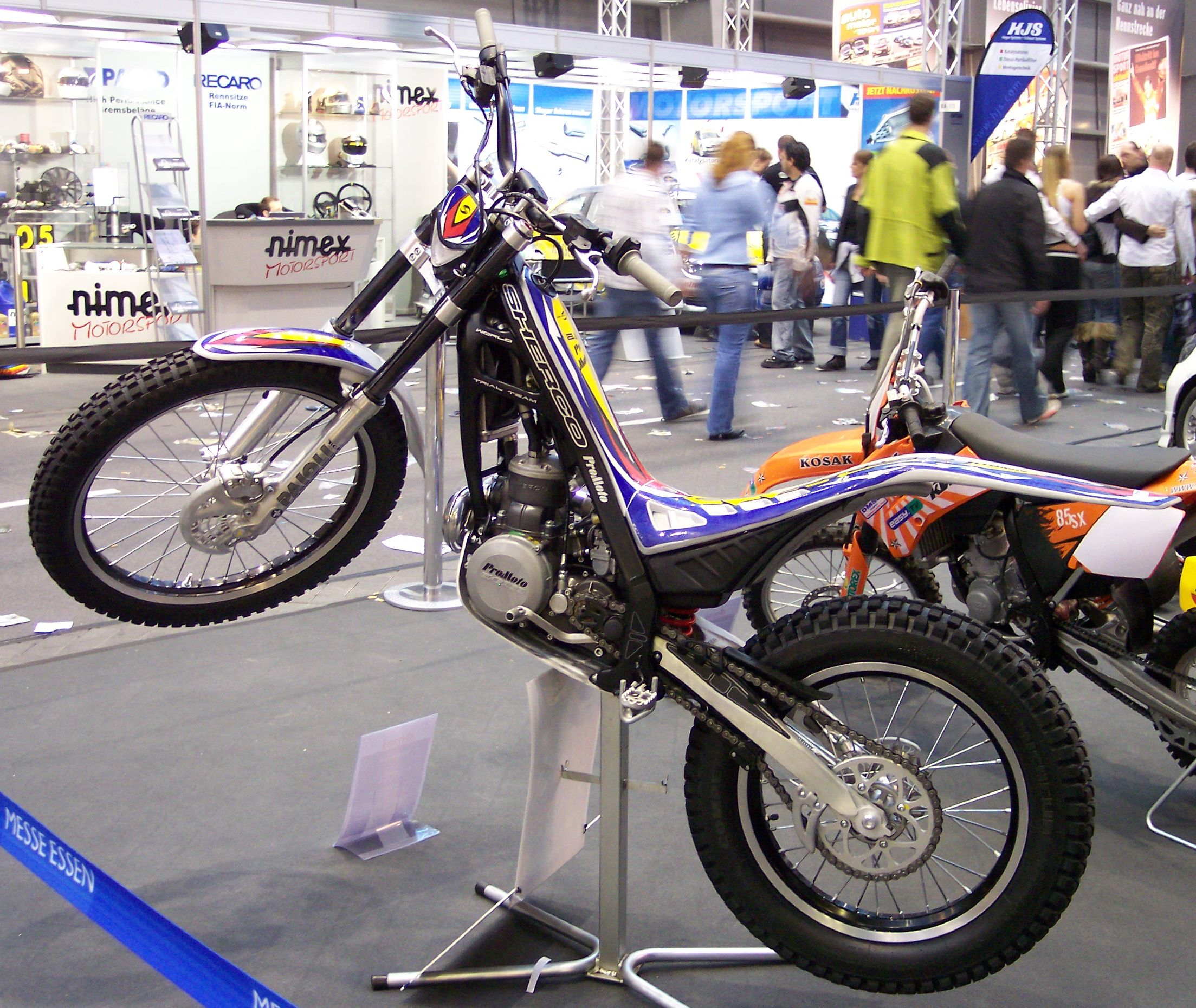
Sherco ST 2.9, model de trial fabricat a Catalunya

La planta de Caldes de Montbui, de 2.500 metres quadrats, concentra el 70% de l'activitat de Sherco, i a banda de fabricar-s'hi els models de trial, des d'allà es gestionen i distribueixen els recanvis de tots els models de la marca. Al mateix temps, el centre d'R+D de l'empresa és a Torelló, Osona (dirigit pel tècnic Josep Rovira Paxau). Tot això fa que l'empresa s'autodefineixi com a catalano-francesa.
L'estiu del 2012, Sherco inicià converses amb la Generalitat de Catalunya amb la idea de traslladar a Catalunya la seva fàbrica de Nimes, ja que la planta de Caldes, en paraules d'un seu directiu, «està arribant al màxim de la seva capacitat i el seu futur passa inexorablement per la seva ampliació o canvi d'ubicació». Segons fonts de l'empresa, la seva intenció és «mantenir i potenciar el centre de producció a Catalunya», ja que la concentració del negoci en aquest país suposaria una millora de l'estructura de costos, atès que gairebé tots els proveïdors de la marca són catalans.

### Trial
L'empresa és coneguda sobretot pels seus models de trial. Al llarg dels anys, destacats pilots d'aquesta modalitat han guanyant nombroses proves amb la marca, com ara els catalans Albert Cabestany i Joan Pons, o els anglesos Sam Connor, Michael Brown i Graham Jarvis.